# Oskar Kehr-Steiner
Oskar Kehr-Steiner (* 31. Januar 1904 in Altona; † 1990 in Eutin) war ein deutscher Maler und Grafiker, der sich überwiegend Motiven aus Norddeutschland widmete.

## Leben
Oskar Kehr-Steiner studierte an der Kunstgewerbeschule Hamburg. 1929 war er Mitbegründer der Vereinigung Freunde graphischer Kunst in Blankenese mit Klaus Wrage, Otto Thämer, Curt Singer und Hans Bunge-Ottensen. Von 1937 bis 1948 arbeitete er für die Griffelkunst-Vereinigung in Hamburg.
Nach dem Zweiten Weltkrieg war er lange Zeit an der Kurischen Nehrung tätig. Anschließend, ab 1955, arbeitete er in der Orangerie des Eutiner Schlosses, wo er auch lebte. Er war der Begründer der Schlosskunstschule, einer seiner Schüler dort war Paul Wunderlich. Als Holzschneider fertigte er vor allem Motive mit den Themen Kleinstadt, Dorf, Tiere und Boote, daneben auch Lithografien. Als Maler schuf er Gemälde von Hamburg und Umgebung (Finkenwerder, 1930), Syltmotive (Fischernetze, 1955), Stillleben und Akte (Badende, 1938). Später wendete er sich der abstrakten Malerei zu. Kehr-Steiner hatte Ausstellungen in Hamburg und Schleswig-Holstein. 1953 beteiligte er sich in der DDR mit dem Ölgemälde Disteln (100 × 65 cm) an der Dritten Deutschen Kunstausstellung in Dresden.

## Werke in öffentlichen Sammlungen
- Kulturbehörde Hamburg
- Landesmuseum für Kunst und Kulturgeschichte
- Stiftung Schleswig-Holsteinische Landesmuseen
- Schloss Gottorf